# Colazza
Colazza (Colassa in piemontese, Colazza in lombardo, pronuncia locale [kuˈlatsa]) è un comune italiano di 543 abitanti della provincia di Novara in Piemonte.

## Geografia fisica
Il territorio di questo piccolo paese piemontese del Vergante a cavallo tra il lago Maggiore e il lago d'Orta è situato ad un'altitudine compresa tra i 545 e gli 850 m s.l.m. su un piano circondato a nord da colline ricche di boschi ed affacciato alla vista panoramica di parte del lago Maggiore, del lago di Varese di quello di Comabbio e di Monate.
Lo circondano alcuni piccoli rilievi, il Motto Tessera (758 m s.l.m.), il Cassinario (712 m s.l.m.), il Motto La Guardia (830 m s.l.m.) e il Motto dell'Arbujera (683 m s.l.m.) circondati da declivi ricoperti di boschi e pascoli e traversati dalle acqua del rio Tiaschella che verso il territorio del confinante comune di Invorio si immette nel torrente Terzago.

## Origini del nome
All'interno del nome del paese è presente una radice di tipo romano: col, infatti, dovrebbe far riferimento alle numerose colline oppure, anche, al "colare" delle molteplici sorgenti d'acqua presenti nell'area. Un'altra interpretazione vuole che il nome origini da collis acquae, sempre con riferimento all'abbondanza di acqua presente nella zona.
L'etimo più suggestivo, ritrovabile anche nello stemma comunale, fa risalire il nome a "coll'azza" arma con la quale nel 960 un giovane guerriero difese la sua giovane sposa da un signorotto al soldo di Berengario II che esigeva lo jus primae noctis. La coppia fuggì sull'altopiano di Colazza, ben presto si unirono altre persone dando vita al primo nucleo abitato.

## Storia

### Origini
Come quella del resto del Vergante la storia di Colazza è strettamente connessa a quella di Arona, situata sulla cosiddetta "Via delle Genti" che collegava il basso Verbano con l'attuale Svizzera. La presenza romana è attestata dal ritrovamento, soprattutto sul territorio della vicina Nebbiuno di numerosi manufatti alcuni dei quali custoditi presso il Museo archeologico di Arona.
Le vicende storiche del territorio iniziano alla fine del primo millennio quando il neo-incoronato Imperatore del Sacro Romano Impero Ottone I decide di porre fine alla tracotanza di Berengario d'Ivrea e dirige le sue truppe verso il Novarese.
Nell'estate del 962 transitarono da Colazza le milizie imperiali che si dirigevano ad Orta per assediare il castello di Orta e sconfiggere la regina Willa III d'Arles, moglie di Berengario.

### Dai Visconti ai Borromeo fino ai Savoia
Nei secoli seguenti, anche i momenti storici di Colazza, come quelli di tutti i paesi del Vergante, seguirono dapprima le vicende degli arcivescovi di Milano, Conti dell'Impero, ai quali i territori erano stato assoggettati, nei secoli successivi il territorio fu conteso fra vari feudatari fino a quando prevalse la signoria dei Visconti che vi edificò un piccolo castello del quale rimangono tracce in alcuni edifici e nella toponomastica.
La signoria dei Visconti durò fino al 1441 quando il territorio venne ceduto a Vitaliano Borromeo. Colazza venne assegnata alla podesteria di Lesa e del Vergante.
In questi anni e nei secoli successivi, i colazzesi basarono la loro economia sulla pastorizia e sul commercio di animali e merci con i paesi limitrofi. Fino alla metà del novecento l'attività principale era lo sfruttamento dei boschi per la produzione di carbone di legna. In passato Colazza era nota per la lavorazione del legno ed in particolare per la produzione di ceppi da macellaio prodotti in frassino e robinia destinati anche all'esportazione.
Nel 1814, dopo le vicende napoleoniche, Colazza divenne possedimento dei Savoia. Il 7 maggio del 1861 il paese venne devastato da un incendio. Dal 1928 al 1954 fu parte del comune di Pisano.

### La seconda guerra mondiale
Con lo scoppiare della seconda guerra mondiale anche Colazza, come altre realtà del Vergante, fu teatro di imprese partigiane e venne attraversata da truppe militari.

### Simboli
Lo stemma è stato concesso con decreto del presidente della Repubblica del 23 maggio 1956.

## Monumenti e luoghi d'interesse

### Oratorio di San Bernardo
Questa chiesa si trova in una piazzetta nel centro di Colazza ed è intitolata a san Bernardo d'Aosta, patrono dei montanari e presumibilmente risale al 1314. Il santo è raffigurato in cammino sulle Alpi su una lunetta nel portico esterno ed in quadro all'interno insieme alla Madonna con Bambino.
Nel corso del XVII secolo subì notevoli cambiamenti e agli inizi del novecento, ormai in stato di abbandono, fu restaurata e riaperta. Attualmente è possibile visitarla anche all'interno. Caratteristico il campanile a guglia ricoperto da "piode" (tegole di pietre).

### Chiesa parrocchiale della beata Vergine Immacolata

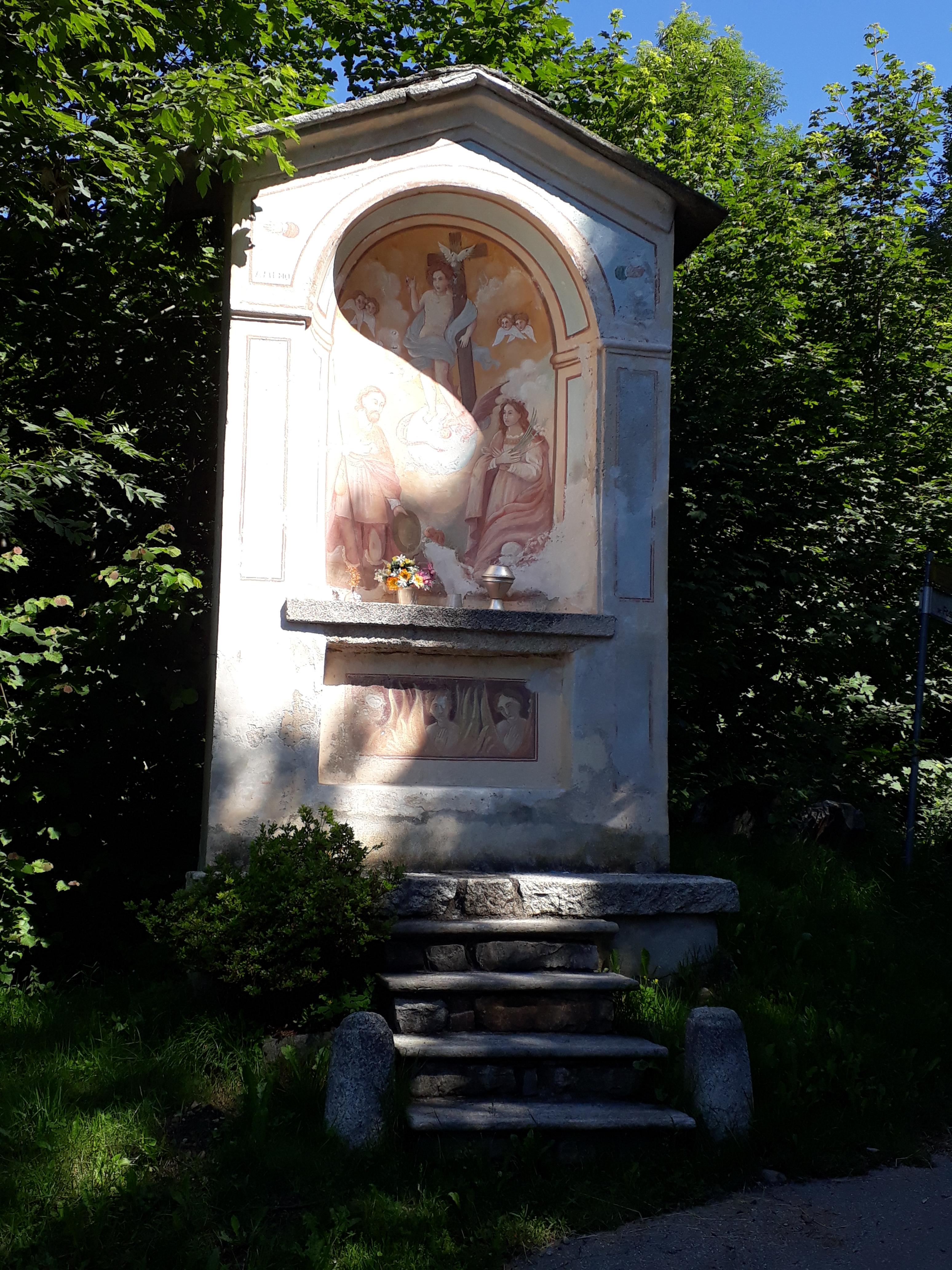
La cappella di via del Cimitero

La chiesa parrocchiale venne costruita in due fasi, la prima verso la fine del XVII secolo, la seconda nel XIX secolo, al suo interno è presente un affresco di rilievo storico riconducibile alla scuola di Gaudenzio Ferrari di cui riprende il modello morbido e la preziosità cromatica. Questo affresco fu probabilmente trasferito da un'antica edicola votiva che si trova sul bivio tra Armeno e Ameno. All'interno della chiesa è presente un organo che è stato restaurato per organizzare periodicamente dei concerti.

### Cappelle devozionali
Il territorio di Colazza, come quello degli altri comuni del Vergante è caratterizzato dalla presenza di numerose cappelle devozionali, a Colazza se ne trovano circa una dozzina, alcune restaurate e recuperate.
- Cappella di San Bernardo: un mosaico sostituisce l'affresco originario rovinato dall'umidità della sottostante fontana, rappresenta San Bernardo ed è situata nella piazza omonima
- Cappella della Madonna della Guardia, risale alla fine del XVIII secolo, in origine dotata di tetto in beola sostituito durante un risanamento da un tetto in legno
- Cappella di via Umberto I verso via per Tapigliano: collocabile al XVI secolo è probabilmente la più antica del territorio comunale, dall'architettura semplice sono rappresentati Cristo crocifisso con ai piedi la Madonna e Maria Maddalena
- Affresco Sacra Famiglia in via per Tapigliano: risalente alla fine del Settecento e in buono stato di conservazione
- Cappella del Cristo sulla Croce in via Zanetta: risale alla metà dell'Ottocento
- Cappella della Crocifissione in via Regina Margherita: edificata nella metà del XVII secolo e collocata in un'elegante architettura di granito rosa di Baveno
- Cappella della Madonna del Carmine in via Umberto I: il cornicione del timpano ne attesta la costruzione nel giugno del 1884
- Cappella della Madonna: accanto a Casa Mazzola, protetta da una grata e risalente al 1849
- Cappella di via del Cimitero: oltre ad una raffigurazione di Cristo da giovane che abbraccia la croce sono raffigurati Santa Lucia e San Rocco.

## Archeologia
Come per altre paesi del Vergante, i manufatti più antichi di Colazza sono riferibili al periodo romano; tra questi una moneta con il volto di Julia Mammea (235 d.C.).

## Società

### Evoluzione demografica
Abitanti censiti

## Amministrazione
Di seguito è presentata una tabella relativa alle amministrazioni che si sono succedute in questo comune.
| Periodo          | Periodo          | Primo cittadino             | Partito                     | Carica              | Note   |
| ---------------- | ---------------- | --------------------------- | --------------------------- | ------------------- | ------ |
| 20 giugno 1988   | 5 giugno 1993    | Carlo Pagani                | lista civica                | Sindaco             | [ 22 ] |
| 7 giugno 1993    | 16 febbraio 1995 | Valter Emilio Travaglini    | lista civica                | Sindaco             | [ 22 ] |
| 16 febbraio 1995 | 24 aprile 1995   | Paolo Merenda               |                             | Comm. straordinario | [ 22 ] |
| 24 aprile 1995   | 14 giugno 1999   | Federico Maggi              | centro-destra               | Sindaco             | [ 22 ] |
| 14 giugno 1999   | 14 giugno 2004   | Federico Maggi              | centro-destra               | Sindaco             | [ 22 ] |
| 14 giugno 2004   | 8 giugno 2009    | Ileana Sbalzarini in Tagini | lista civica                | Sindaco             | [ 22 ] |
| 8 giugno 2009    | 26 maggio 2014   | Ileana Sbalzarini           | lista civica                | Sindaco             | [ 22 ] |
| 26 maggio 2014   | 27 maggio 2019   | Ileana Sbalzarini           | lista civica Vivere Colazza | Sindaco             | [ 22 ] |
| 27 maggio 2019   | in carica        | Corrado Riboni              | lista civica Vivere Colazza | Sindaco             | [ 22 ] |

### Altre informazioni amministrative
Il comune faceva parte della Comunità montana Due Laghi, Cusio Mottarone e Val Strona.

## Sport
A Colazza è presente un palazzetto dello sport, prima chiamato "Il Palazzetto e Poi…" e ora, con la nuova gestione, "Green Village", dove si può trovare nella stagione invernale il pattinaggio su ghiaccio mentre nelle stagioni più calde il pattinaggio a rotelle, arrampicata indoor, pesca sportiva e beach volley.